# Puente Sublicio

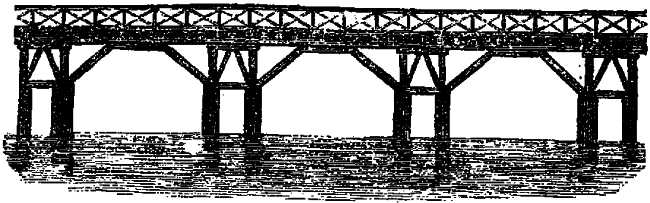
Puente Sublicio, según Luigi Canina.

El Puente Sublicio (en latín Pons Sublicius) fue el más antiguo puente de la antigua Roma. Cruzaba el río Tíber sobre un antiguo vado uniendo al Foro Boario (Forum Boarium, es decir, "mercado de ganado") al pie del monte Aventino con la zona del Janículo, que correspondía al antiguo territorio etrusco.
Fue construido, según la tradición de los analistas, por orden del rey Anco Marcio en torno al año 642 a. C. Formó parte de un desarrollo urbano que incluyó el trazado de la Via Salaria y el puerto de Ostia.

## Construcción y ubicación

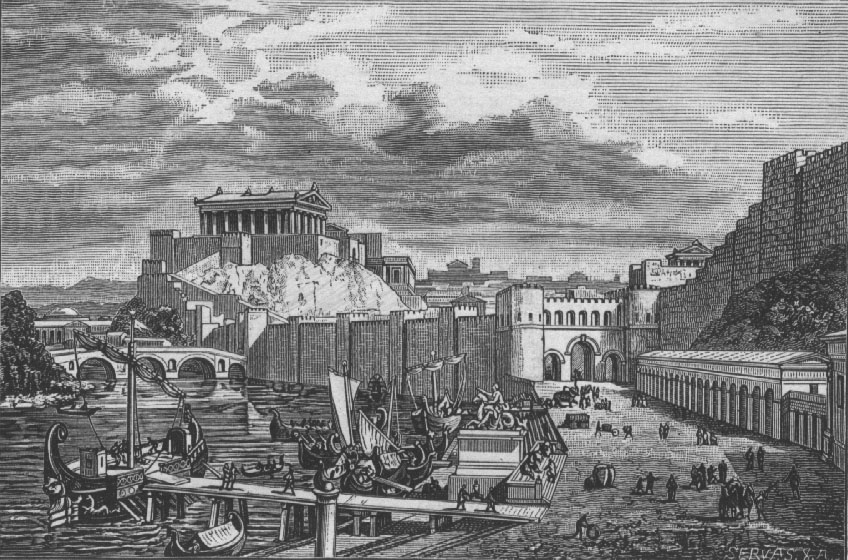
Dibujo del sitio de Puente Sublicio (falsamente mostrado como un muelle),. "Roma durante la época de la República", de Friedrich Polack (1896) Desde la via Ostiense se observa el Puente Emilio, en piedra, los muros servios, la Puerta Trigemina (se ven los tres arcos). Más allá de la puerta está el Foro Boario y en primer plano inmediato están los muelles o Navalia.
El muelle de madera, que evoca al puente Sublicio, es muy poco probable que existiera, ya que los navíos serían arrastrados por la corriente. Al fondo se ve el Capitolio, con el templo de Júpiter Óptimo Máximo.

El puente original fue construido de madera, como lo indica su epíteto: sublicius, "sobre pilotes" de sublicae, una palabra de origen volsco que significa "pilares de madera". Se trata de la misma técnica de construcción empleada más tarde en la logística militar romana y cuyo ejemplo más conocido es el puente sobre el Rin diseñado por los ingenieros de Julio César, seis siglos después. 
Se encontraba corriente abajo del posterior puente Emilio, con el cual se lo confunde a veces, y era parte de la via Latina, que a su salida empalmaba con la via Cassia, el antiguo camino etrusco hacia Veyes. Entre el puente Sublicio y el puente Emilio, desembocaba la Cloaca Máxima.
Era uno de los lugares donde se concentraban los mendigos, de donde vino la expresión latina "aliquis de ponte" para designar a un pordiosero.
Fue reconstruido numerosas veces , a causa de las avenidas del río o de los ataques militares. La estructura, en efecto, podía ser fácilmente removida y sustituida por otra. Entre las destrucciones, la más antigua es la vinculada a la leyenda de Horacio Cocles, a finales de siglo VI a. C. Se recuerdan otras en 60 a. C., 32 a. C., 23 a. C. y 5 de nuestra era, Tacito, en Historias, menciona una inundación del año 69 que lo destruyó una vez más.
El puente de madera fue reedificado en piedra en una fecha desconocida, la primera mención expresa de esta nueva estructura aparece en Servio Mario Honorato, un gramático del siglo IV.
El puente permaneció en pie hasta por lo menos el siglo V. Posteriormente y hasta finales del siglo XIX, se veían los restos de sus pilares sobre el río, que fueron demolidos en 1878. Estas ruinas, llamadas Sublicius lapideus, fueron la base para el famoso dibujo de Friedrich Polack (publicado en 1896) donde se las interpretaba, errónamente, como parte de un muelle en la orilla derecha del Tíber; el resto del dibujo, sin embargo, es bastante correcto en sus detalles.

## Horacio Cocles
La leyenda de Publio Horacio Cocles sobre el Puente Sublicio, aparece en muchos autores clásicos, siendo el relato más detallado, y tradicional, el de Tito Livio.
Según este autor del siglo I, después del derrocamiento de la monarquía romana en 509 a. C. y el establecimiento de la República Romana; la familia real fue exiliada y el monarca depuesto, Tarquino el Soberbio, buscó ayuda militar para recuperar el trono. De este modo forjó una alianza con el rey etrusco de Clusio, Lars Porsena, quien dirigió su ejército contra Roma en el 508 a. C. Los romanos fueron derrotados al pie del Janículo y las tropas etruscas se dirigieron hacia el puente. Los romanos retrocedieron y para cubrir la retirada, Horacio, con la ayuda de sus camaradas Espurio Larcio y Tito Herminio Aquilino, defendieron el extremo norte del puente, mientras los romanos lo destruían tras cuzarlo. Cuando el puente Sublicio colapsó, Horacio se arrojó al río y ganó, nadando, la orilla opuesta.

## Huida de Cayo Graco
El Puente Sublicio es también recordado en la historia de Roma, por ser aquel por el cual el tribuno Cayo Graco intentó huir de sus oponentes. 
Según el relato de Plutarco, Cayo Graco escapó hacia el puente, considerado sagrado, perseguido por sus rivales políticos. Dos de los amigos del tribuno intentaron detener a los perseguidores, pero fueron asesinados. Graco cruzó el río, pero fue muerto en una arboleda cercana. Los ciudadanos romanos, al decir de Plutarco, vitorearon la huida de Graco pero se abstuvieron de ayudarlo. 

## Significado religioso
El Puente Sublicio estaba bajo la protección de los pontífices (de hecho, se ha especulado que tomaron su nombre del puente). 
La ceremonia más importante relacionada con el puente tenía lugar durante los idus de mayo. Ese día, una procesión se trasladaba desde el templo de Fortuna, dedicado por Servio Tulio, al Puente Sublicio, desde donde las Vestales arrojaban al Tíber imágenes masculinas de paja de hombres llamadas Argei, o argivos. La ceremonia se ha interpretado como un ritual de origen etrusco, en sustitución de antiguos sacrificios humanos.

## En laForma Urbis
Hasta el siglo XXI se consideraba que no había indicios de este puente entre los fragmentos de la Forma Urbis Severiana, un gran plano de mármol de Roma diseñado en la época de Septimio Severo. Sin embargo, en un artículo de 2004. el investigador Pier Luigi Tucci, afirmó que los fragmentos 138 a - f y 574 a – b de la misma, muestran un camino, en la margen derecha del Tíber, frente al Aventino, que no cruza el puente Emilio, como se pensaba, sino el Sublicio.

## Imágenes del puente

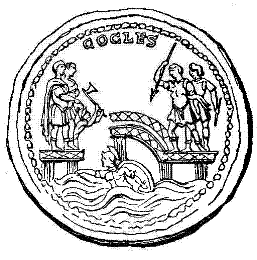
Dibujo de una moneda de Antonino PIo que muestra a Horacio Cocles y el puente destruido.

El puente y Horacio Cocles aparecen representados en una moneda de Antonino Pio. El héroe, vistiendo su armadura, nada a través del Tíber, mientras sus compañeros destruyen el puente y los etruscos ven frustrado su intento de penetrar en Roma, el nombre COCLES se lee sobre el puente. La moneda, según la inscripción del anverso,fue acuñada entre 140 y 143.
La leyenda de Horacio y el puente ha sido un tema tratado por artistas y grabadores desde el Renacimiento. En el siglo XVI, Tommaso Laureti pintó un fresco en el Palacio de los Conservadores, de Roma, en el cual se representa con gran detalle la batalla por el puente y su estructura de madera.  Además, Charles Le Brun, Luca Cambiaso y Ludwig Refinger, entre otros han abordardo el asunto.

## Puente moderno

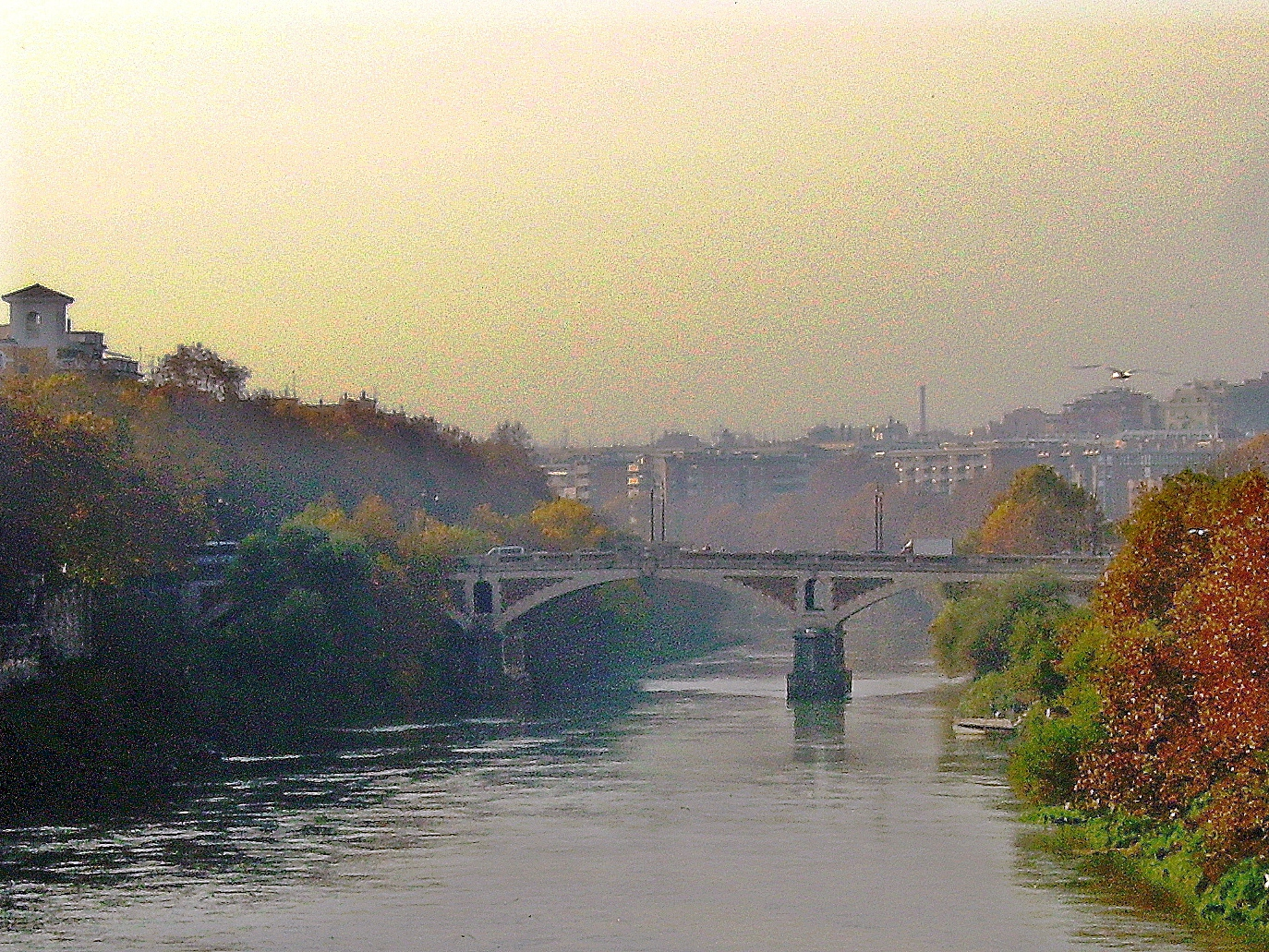
Puente Sublicio o Aventino en la actualidad.

El actual Ponte Sublicio, también conocido como puente Aventino o puente de Mármol, es un puente en Roma sobre el río Tíber que conecta el Aventino y el Testaccio por un lado (piazza dell'Emporio, en el distrito de Ripa) con el Trastévere (piazza di Porta Portese). Fue construido entre 1914 y 1917 con planos de Marcello Piacentini.
Toma su nombre del puente más antiguo de Roma, el cual sin embargo se ubicaba más arriba, aguas abajo de la isla Tiberina.